# Resolució 334 del Consell de Seguretat de les Nacions Unides
La Resolució 334 del Consell de Seguretat de les Nacions Unides, fou aprovada el 15 de juny de 1973 després de reafirmar les resolucions prèvies sobre el tema, i observant els esdeveniments recents i encoratjadors, el Consell va ampliar l'estacionament a Xipre de la Força de les Nacions Unides pel Manteniment de la Pau a Xipre per un altre període, que acaba el 15 de desembre de 1973. El Consell també va demanar a les parts directament interessades que continuessin actuant amb la màxima restricció i cooperessin plenament amb la força de manteniment de la pau.
La resolució va ser aprovada amb 14 vots contra cap, mentre que la República Popular de la Xina es va abstenir.